# マッサワ地震
マッサワ地震とは、1921年8月14日にアフリカ大地溝帯の一部である紅海の南部を震源として発生した地震である。

## 被害
この地震は、2018年現在で言うエリトリア中部の紅海に面した都市の1つマッサワの沖合いで起こった地震である。震源の深さは約15 kmと浅く、モーメント・マグニチュードは6.1だったと推定されている

。
メルカリ震度階級は最大でVIIIと極めて強い揺れであったと推定されており

、特にマッサワの港では多くの物的損害が出た上に、多数の死者も出たと報告されている

。

## 余震
マッサワ地震では、本震とほぼ同程度の規模の余震も発生した。この余震は、2018年現在で言うエリトリアの首都であるアスマラなどでも揺れが感じられた。